# Manuel María de Santa Ana
Manuel María de Santa Ana (Sevilla, 1820-Madrid, 1894) fue un periodista, dramaturgo y político español, primer marqués de Santa Ana.

## Biografía
Nacido en Sevilla el 7 de febrero de 1820, comenzó los estudios de la carrera médica, que no llegó a terminar, y desde los dieciocho años hasta los veintidós fue redactor, administrador y corrector de pruebas del Diario de Sevilla. En 1842, buscando mayores horizontes a su actividad, se trasladó a Madrid con su madre y cuatro hermanos, a los que mantenía; llegaron a pasar momentos de escasez.
En la capital escribió teatro y colaboró en publicaciones —varias de ellas fundadas y dirigidas por él— como El Mentor de la Infancia (1843-1845), El Espectador (1843-1848), El Diablo Cojuelo (1848), La Tauromaquia (1848), la Carta Autógrafa (convertida después en La Correspondencia de España, 1848), La Época, La Gacetilla (1853) y Boletín del Pueblo (1854). De todas estas publicaciones la que tuvo más éxito fue La Correspondencia de España, que rompió con la tradición de las suscripciones a domicilio, echando el periódico a la calle, llevándolo a teatros, cafés y círculos por el precio de dos cuartos ejemplar. La guerra de África, motivando en el público ansia de noticias, acabó de afianzar la venta del periódico noticiero.
En 1887 adquirió el diario La Unión, poco después renombrado La Monarquía, defensor del conservadurismo canovista.
Primer marqués de Santa Ana, fue también autor de obras como Otro perro del hortelano (1842), Ya murió Napoleón, Colección de romances y leyendas andaluzas (1844), Catecismo de Ripalda o Cuentos y romances andaluces, cuadros y rasgos meridionales (1869), entre otras. Como político llegó a ser diputado a Cortes por Castrojeriz, provincia de Burgos, en 1859. Falleció en Madrid el 11 de octubre de 1894.